# Богоявленський проспект
Богоявленський проспект — одна з магістралей міста Миколаєва, що забезпечує транспортний зв'язок між Корабельним та Інгульським районами міста.

## Географічне розташування
Проспект починається від кільця на місці перетину проспекту з Центральним проспектом та Херсонським шосе, з однієї із сторін яких розташовується некрополь. На початку проспекту знаходиться Миколаївський зоопарк, який був перенесений у 1970-х роках з Адміральської вулиці. Будівництво зоопарку здійснювалося методом народного будівництва за сприянням багатьох підприємств міста. Біля центрального входу до зоопарку встановлено скульптурну групу «Мауглі і Багіра», створену у 1978 році (автор скульптури — Інна Макушина).
На перетині з проспектом Миру розташований Миколаївський міжміський автовокзал, який відкритий у 1970-х роках. Навпроти нього встановлений пам'ятник літаку Іл-18, переданий Міністерством цивільної авіації СРСР місту у 1979 році. Згодом літак було переобладнано на кінотеатр «Орлятко», проте згодом був закритий.

## Історія
Забудова магістралі, під первинною названою Жовтневий проспект, почалася близько 1958 року, сполучивши  Інгульський район з Корабельним районом.
У 2015 році назва проспекту підпала під Закон України про декомунізацію. 27 листопада 2015 року комісія Миколаївської міської ради з декомунізації запропонувала перейменувати Жовтневий проспект  на Богоявленський проспект.

## Заклади культури
- Концерт-хол «Юність» (колишній кінотеатр) на Богоявленському проспекті, 39-А.
- Палац культури «Молодіжний».
- Палац культури «Корабельний» (Богоявленський проспект, 328) — зведений у 1959 році, як Будинок культури суднобудівного заводу «Океан». У 2022 році палац на 80 % був зруйнований російською крилатою ракетою[3].

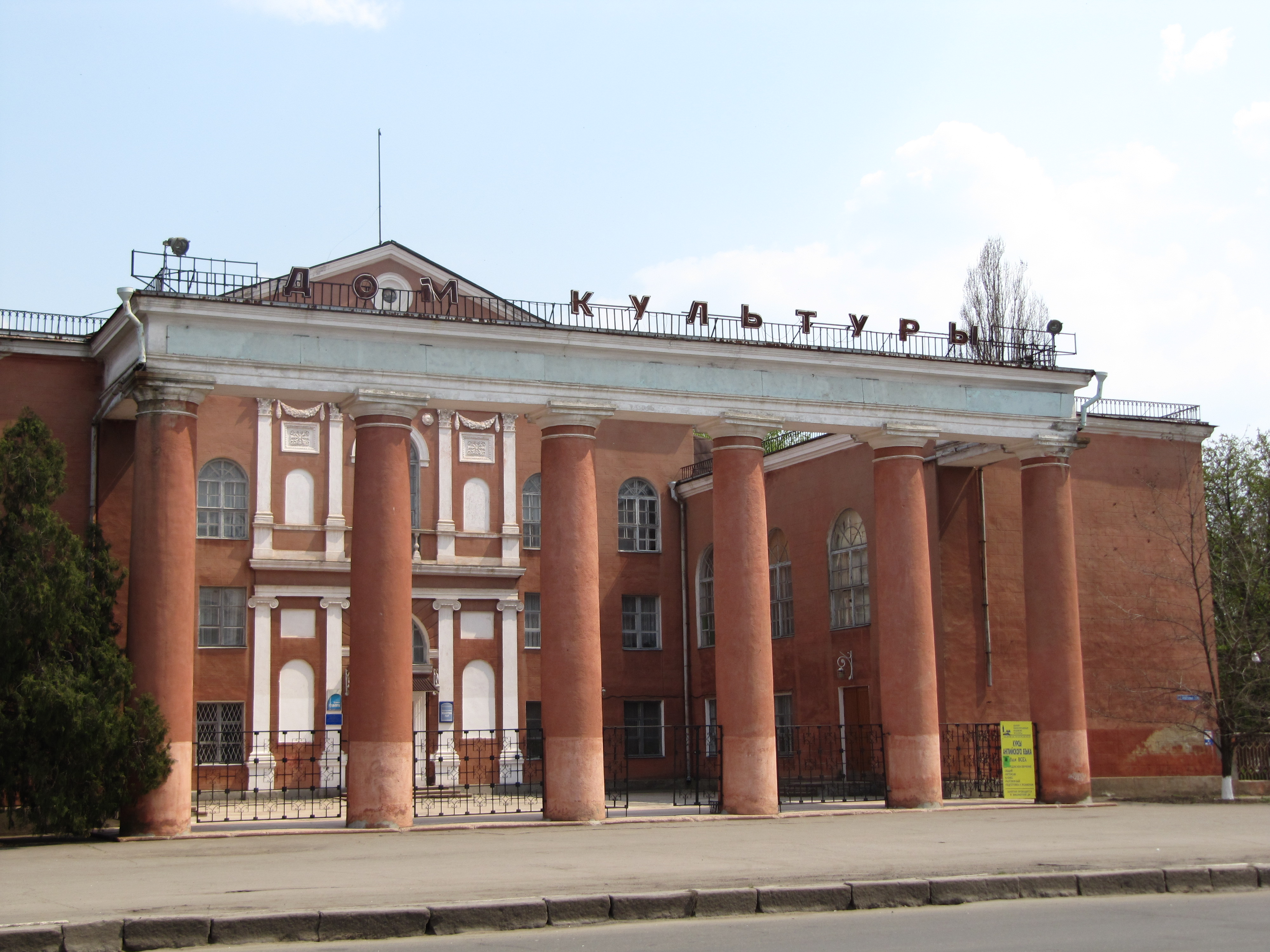
Палац культури «Корабельний»
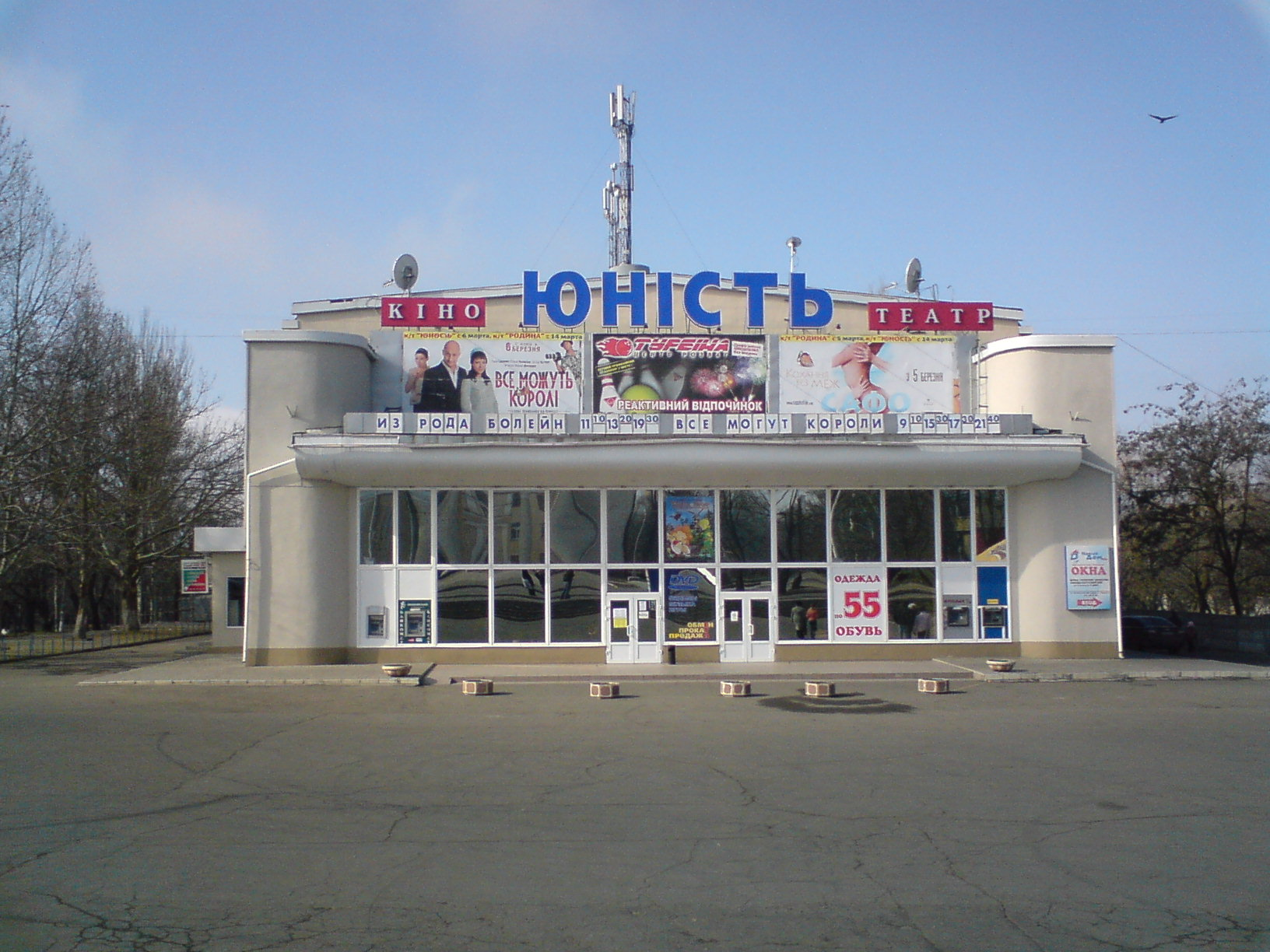
Кінотеатр «Юність»

## Парки і сквери
Богоявленський проспект пролягає повз багатьох скверів і парків, починаючи від скверу «Біля зоопарку», що бере початок від початку проспекту, переривається площею імені Леонтовича і закінчується в районі ринку «Колос». Площа скверу — 12891 м². Безпосередньо біля ринку розташований сквер Миколи Леонтовича, названий на честь репресованого фундатора Миколаївського зоопарку. На честь відкриття скверу та з нагоди 220-річчя міста, в сквері встановлений меморіальний камінь.

Миколаївський зоопарк
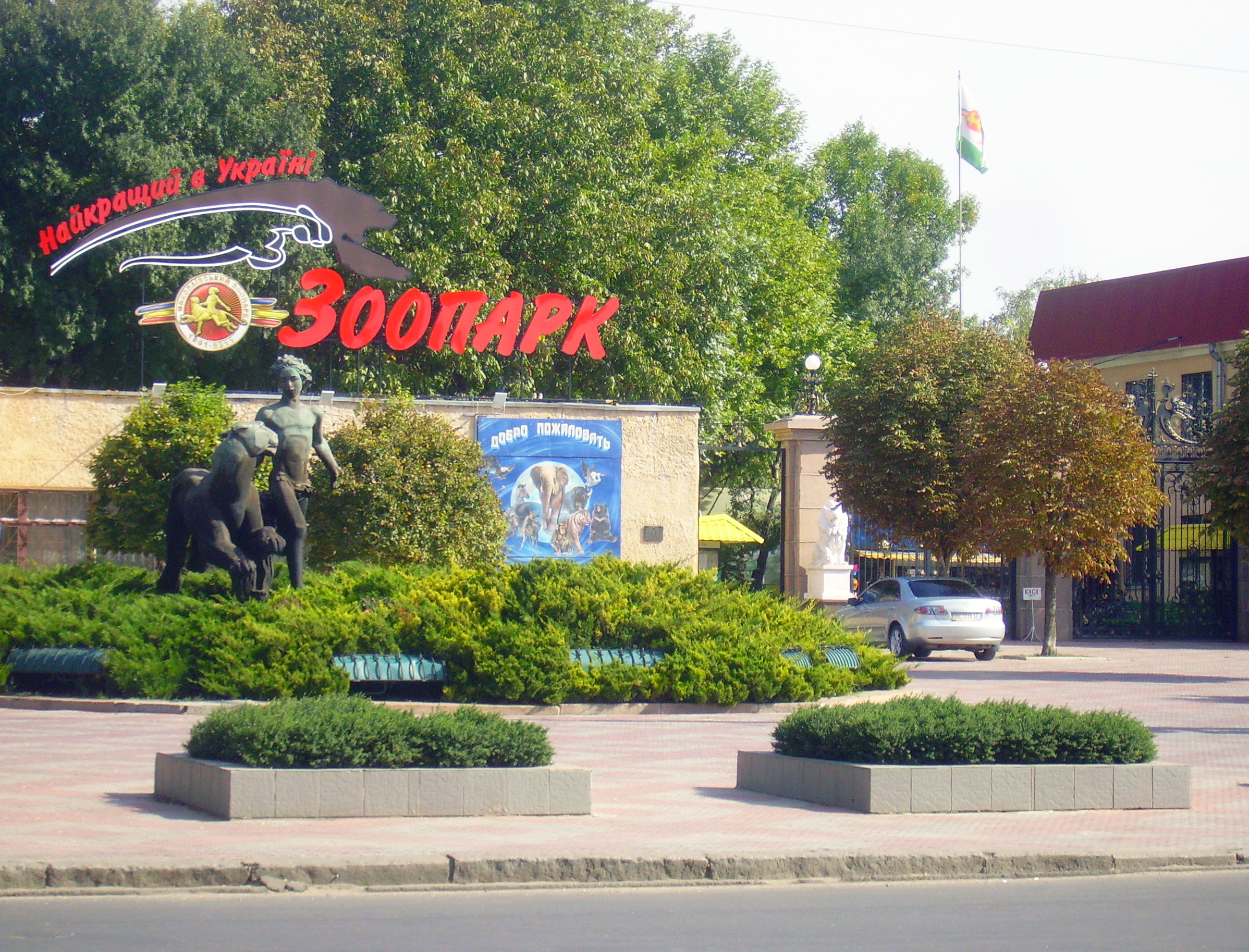
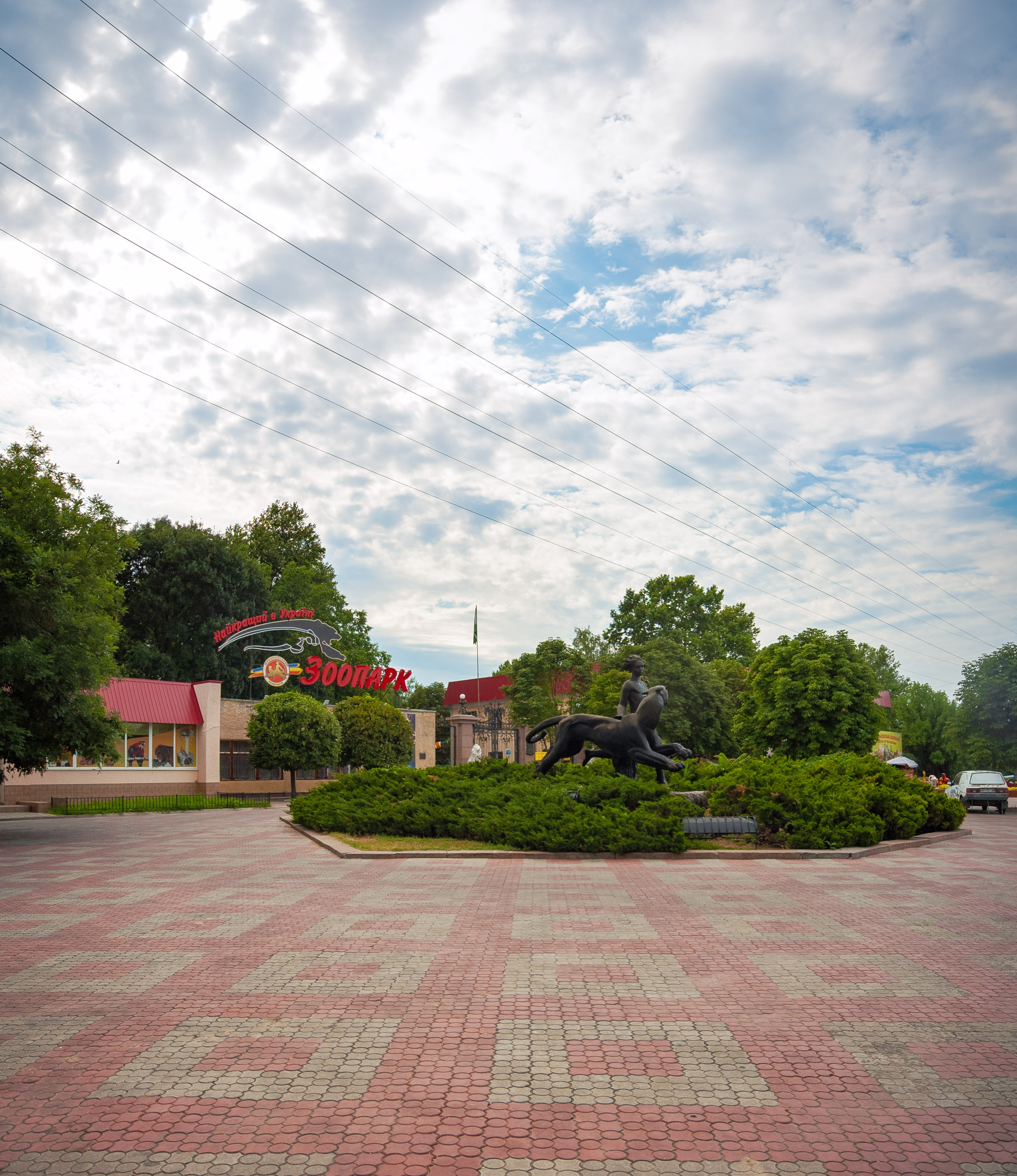

Сквер «Визволення» — розташований навпроти міжміського автовокзалу. Названий та відкритий з нагоди 50-річчя визволення Миколаєва від нацистських загарбників. В сквері встановлений меморіальний камінь. Площа скверу — 3835 м².
Парк «Юність» — розташований в мікрорайоні ПТЗ, через який пролягає Богоявленський проспект і поділяє парк на дві частини. В першій розташовується Палац культури «Молодіжний», памп-трек і церква, а у другій — кінотеатр «Юність», дитячі і спортивні майданчики. Загальна площа парку — близько 271 147 м².
Парк «Дружба» — розташований між Широкою Балкою і Корабельним районом, загальною площею близько 100 га і як повноцінна зелена зона з'явився на мапі у 1971 році за ініціативи тодішнього першого секретаря Миколаївського обласного комітету КПУ Володимира Васляєва.
Богоявленський парк — розташований одразу на в'їзді у Корабельний район. Загальна площа парку — 104 007 м². Тривалий час в парку проводились різноманітні заходи. Поруч розташовується ДЮСШ № 5 Корабельного району, джерело князя Потьомкіна (інша назва — Богоявленське джерело, на честь однойменної церкви, що певний час тут розташовувалася). У 1797 році почалося будівництво Богоявленського фонтану: проєкт купальні та фонтану джерела розробив Іван Старов. Оздоблений чавуном фонтан розподіляв воду у чотири труби, через які струмінь падав у спеціальні чаші. Над фонтаном було встановлено циліндр близько 3-х метрів, на якому розташовувалися 4 великих і 12 малих сюжетів на біблійні теми, виконані в техніці гарячої емалі. Вінчала трубу чавунна кришка, нагорі якої була куля з хрестом.
Солдатський сквер розташований у Корабельному районі в місці перетину вулиці Ольшанців з Богоявленським проспектом. Тут розміщено музей подвигів радянських воїнів у німецько-радянській війні, декілька меморіалів і братська могила: пам'ятник десанту Ольшанського, встановлений у 1964 році і братська могила радянських воїнів 1944 року. Обидва об'єкти мають статус пам'яток історії місцевого значення. Площа скверу — 7002 м².
Богоявленський проспект пролягає крізь весь Корабельний район, в різних місцях межуючи зі скверами «Світлофор», сквером Зв'язку, сквером імені доктора Самойловича, названого на честь українського лікаря і фундатора першого в Україні наукового медичного товариства, Данила Самойловича, скверу Вітовського, скверу «Біла акація» та  парку «Корабельний».

## Храми

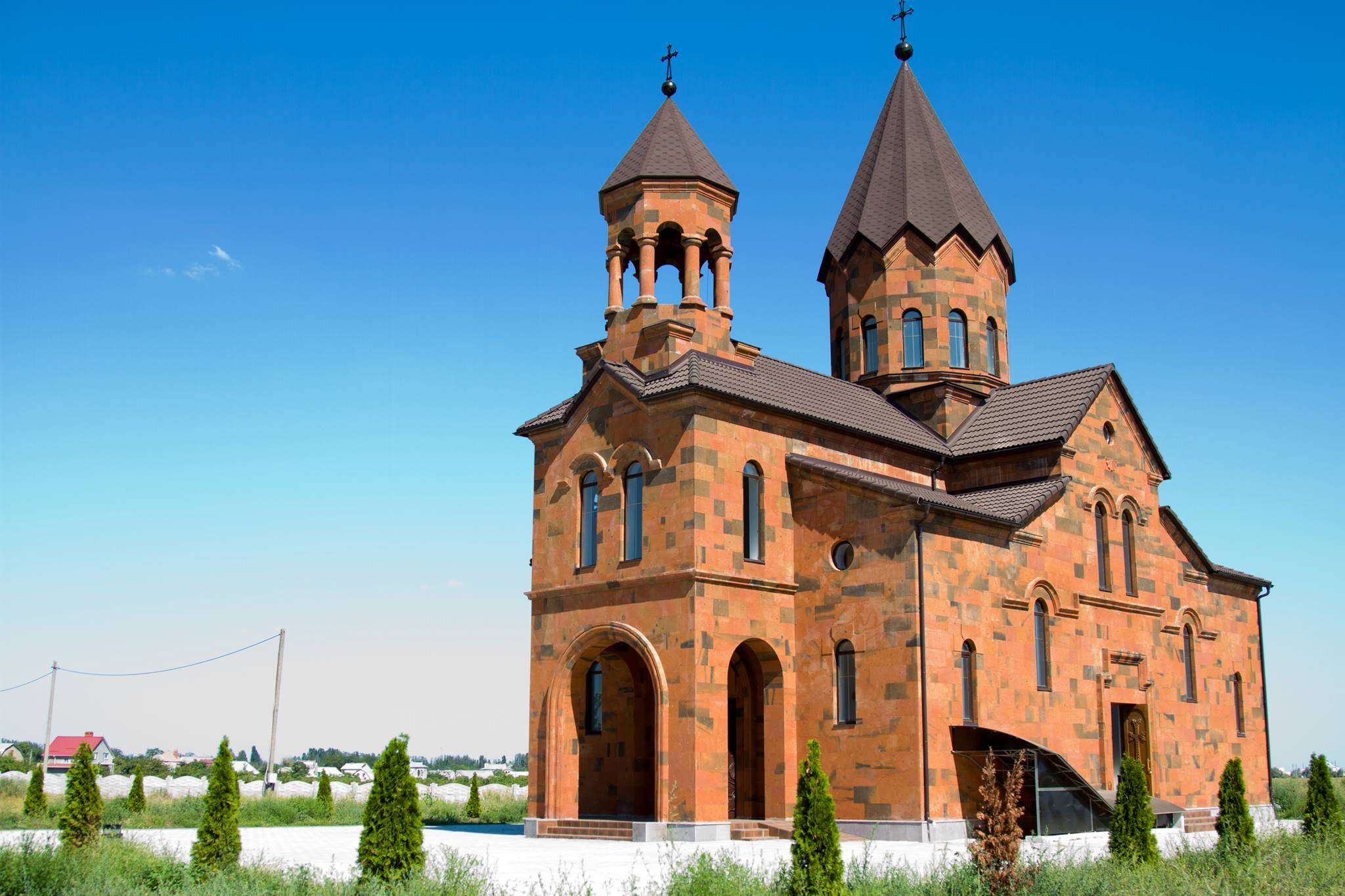
Вірменська апостольська церква Святого Георгія Побідоносця

Вздовж проспекту розташовано декілько церков різних конфесій. Серед них Вірменська апостольська церква Святого Георгія Побідоносця і Євагелістська церква «Благодать».
29 вересня 2008 року була закладена Вірменська апостольська церква. На будівництво церкви надали кошти представники вірменської діаспори зі всієї України. Храм нарекли на честь Георгія Побідоносця. Відомий миколаївський архітектор Вадим Попов при будівництві храму дотримувався традицій вірменського зодчества. Церква святого Георгія Побідоносця за стилістикою нагадує один із найважливіших храмів Вірменії — Ечміадзинський кафедральний собор. Святиня має спільні риси з церквою Сурб Шокагат. Матеріал для облицювання храму — вулканічний туф, привезений з Вірменії.

## Пам'ятники
Завдяки своїй довжині, проспект охоплює значну частину прилеглих до нього скверів і площ, а також пам'ятників, що там розташовані.

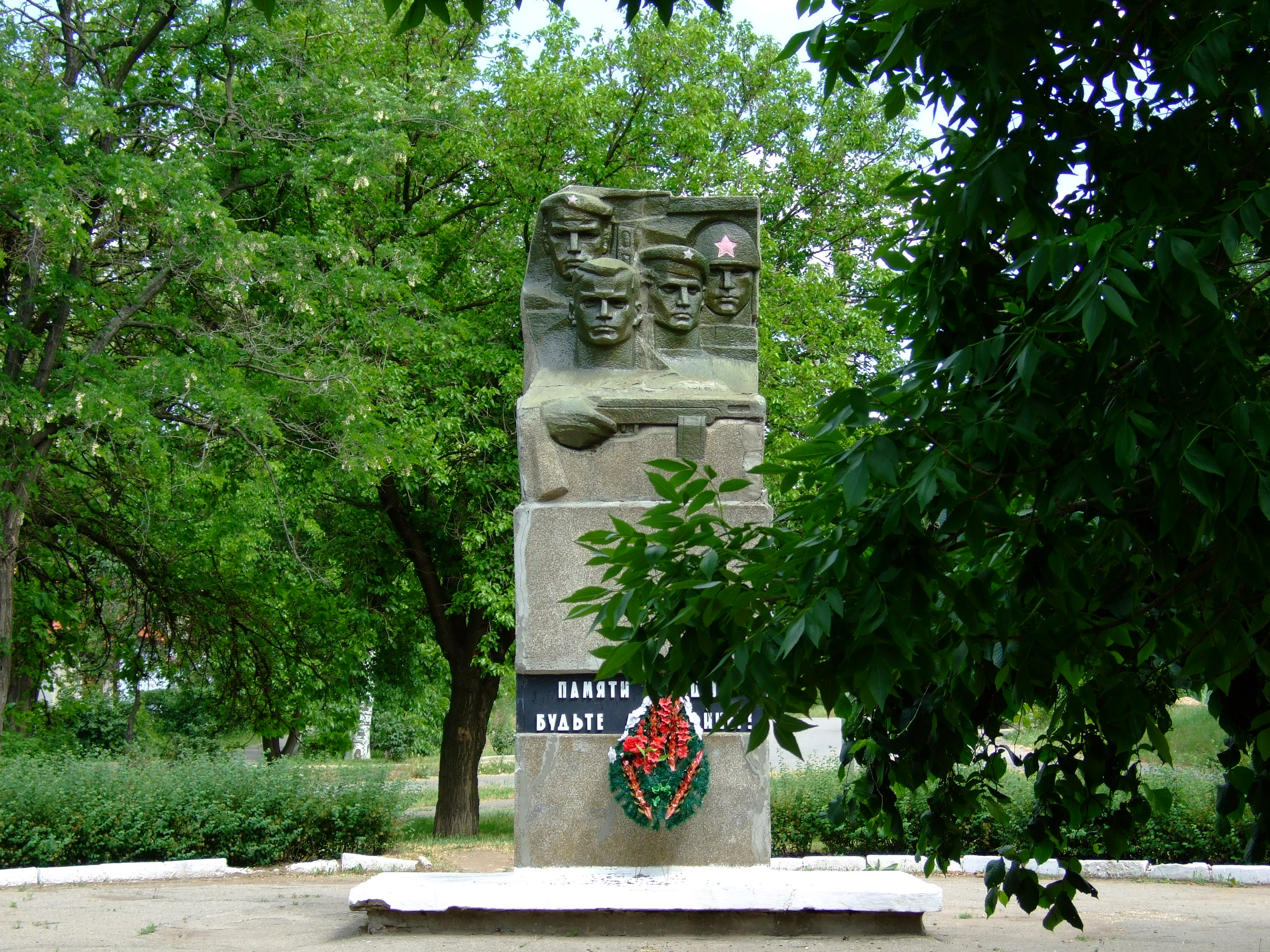
Пам'ятник на честь героїв-десантників загону К. Ф. Ольшанського в Корабельному районі

Безпосередньо у Корабельному районі проспект кільцем перетинає вулиця Ольшанців, на якій облаштований  Солдатський сквер, де розташовані пам'ятники воїнам німецько-радянської війни: братська могила 1944 року, на якій споруджений у 1964 році обеліск та пам'ятник героям-десантникам Костянтина Ольшанського (споруджений у 1968 році). Обидва пам'ятника мають статус пам'ятки історії місцевого значення.
На перетині з вулицею Чкалова на площі Леонтовича розташований пам'ятник Миколі Леонтовичу — репресованому фундатору Миколаївського зоопарку, колекціонеру, державному і громадському діячу Миколаєва, відкритий 9 вересня 2001 року (автори пам'ятника — родина скульпторів Макушиних: Юрій, Інна і Віктор). На цій же площі розташована скульптурна група «Мауглі та Багіра». Скульптура споруджена за авторським проєктом Інни Макушиної, в якому також брали участь архітектори Ольга Попова і Вадим Попов, художник по металу Володимир Пахомов. За задумом авторів, вона відображає єдність людського світу та світу живої природи.
На місці перетину проспекту з вулицею Театральною був встановлений  пам'ятник ленінському комсомолу, споруджений у 1978 році за проєктом скульптора Юрія Макушина (наразі — демонтований).
У 2004 році, поруч з прохідною заводу «Зоря — Машпроект», встановлено пам'ятник конструктору, фахівцю в галузі морського двигунобудування і засновнику вітчизняної школи конструкторів газотурбінних установок, Сергію Колосову (автор скульптури — Віктор Макушин).
На перехресті проспекту з вулицею Самойловича, в однойменному сквері, розташований пам'ятник Данилі Самойловичу — українському лікарю і фундатору першого в Україні наукового медичного товариства.
На місці перетину з проспектом Корабелів встановлено пам'ятний шпиль на честь 20-річчя Миколаївського глиноземного заводу, споруджений у 2000 році.

## Галерея

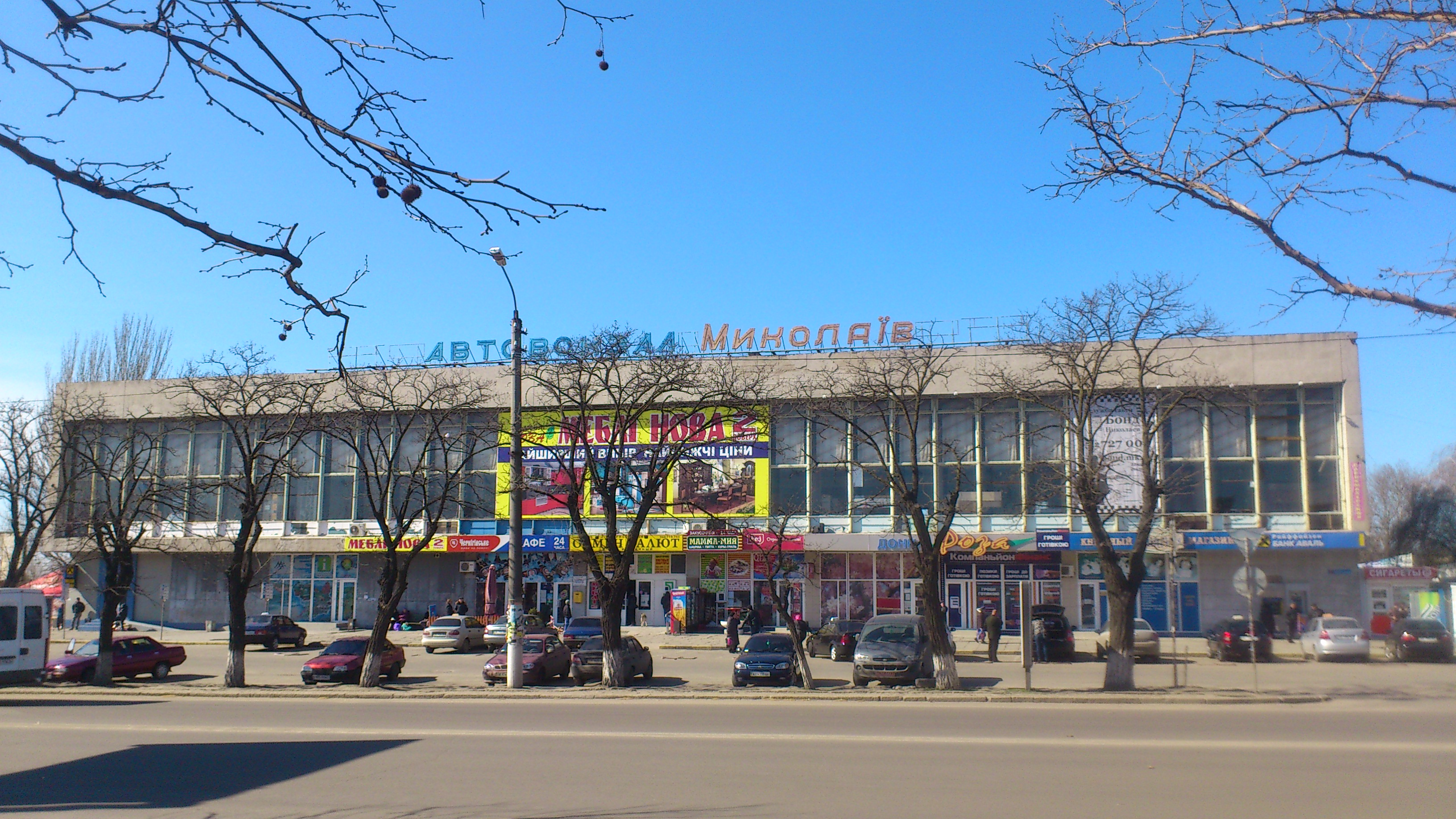
Міжміський автовокзал
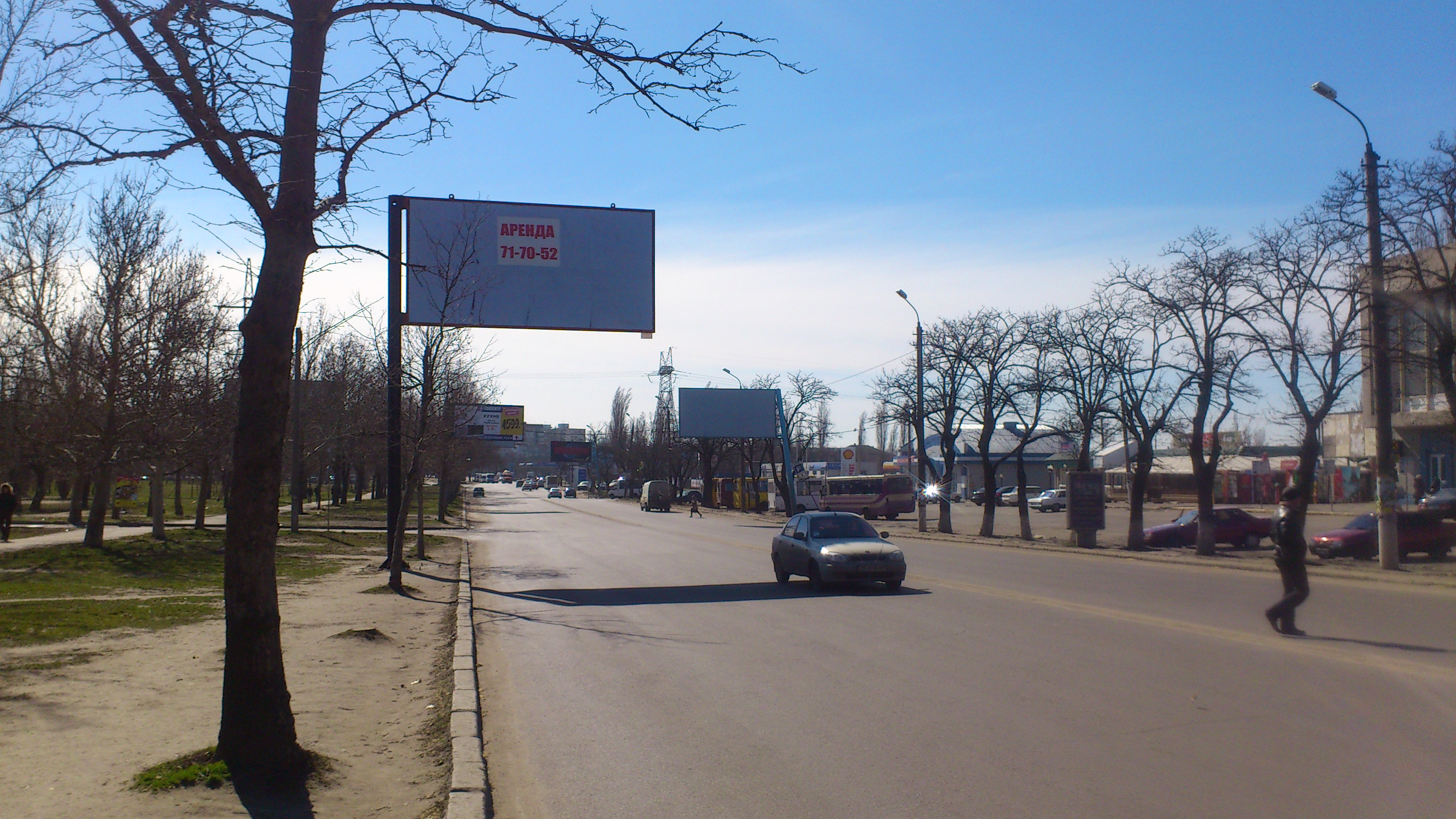
Богоявленський біля автовокзалу